# Puntișeni
Puntișeniⓘ – wieś w Rumunii, w okręgu Vaslui, w gminie Costești. W 2011 roku liczyła 294 mieszkańców.